# Pedro Sánchez
Pedro Sánchez Pérez-Castejón (* 29. února 1972 Madrid) je španělský politik a ekonom, od června 2018 předseda vlády Španělského království. V roce 1993 se stal členem Španělské socialistické dělnické strany, v níž byl během června 2017 podruhé zvolen generálním tajemníkem. Na této pozici plnil úlohu vůdce opozice, z titulu lídra nejsilnější opoziční strany v dolní komoře parlamentu.
Narodil se do katolické rodiny ekonoma a právničky. Na střední škole se profesionálně věnoval basketbalu. Na Madridské univerzitě vystudoval ekonomii a podnikání, na Svobodné univerzitě v Bruselu politologii a ekonomii a studoval také na Navarrské univerzitě. V letech 2004–2009 byl členem městské rady v Madridu. V roce 2012 získal doktorát z ekonomie. Pracoval jako asistent v Evropském parlamentu a také pro představitele OSN v Bosně během kosovské války.
V roce 2018 byla vládě premiéra Mariana Rajoye kvůli korupčními skandálu vyslovena nedůvěra a 2. června král Filip VI. jmenoval Pedra Sáncheze novým premiérem.
V dubnu 2024 uvedl, že pozastavil výkon premiérské funkce a zvažuje rezignaci. Důvodem bylo vyšetřování jeho manželky z možného střetu zájmů při přidělování státních zakázek.
Od roku 2006 je Sánchez ženatý a má dvě dcery. Mluví anglicky a francouzsky. Je ateista a při inauguraci jako první premiér využil možnosti přísahat na španělskou ústavu bez přítomnosti bible a kříže.

## Citát
| „               | Nejsem monarchista, ale říkám, že raději žiji v ústavní monarchii Filipa VI., než v republice Huga Cháveze. | “ |
| — Pedro Sánchez | |   |

## Vyznamenání
- velkokříž Řádu Karla III. – Španělsko, 2. července 2018
- velkokříž s řetězem Řádu andského kondora – Bolívie, 29. srpna 2018[5]
- velkokříž s diamanty Řádu peruánského slunce – Peru, 27. února 2019[6]